# 卡斯特利鎮直升機空難
卡斯特利鎮直升機空難，是指發生於2015年3月9日，在阿根廷西北部拉里奧哈省卡斯特利鎮的一起直升機空中相撞事故，當時兩架直升機共有10人搭乘，均全數死亡，兩架直升機亦全毀。

## 機型
兩架直升機都是空中客车直升机公司所生產的歐洲直升機公司AS350「松鼠一型」，註冊編號為 LQ-CGK和LQ-FJQ。

## 背景
機上的乘客原本是為了法國電視一台新的野外求生類型真人實境秀節目《Dropped》前往該地拍攝外景，該節目特色為使用直升機空拍名人在惡劣環境的求生經過。該節目是瑞典同類型節目《Det största äventyret》（意為「最大的歷險」）的法國版。演出者包括有幾名法國運動員：弗洛倫斯·阿爾托、阿兰·贝尔纳、菲利佩·坎代洛罗、让妮·隆哥、卡米耶·米法、亞歷克西·瓦斯蒂納、西尔万·维尔托德，和法國－瑞士的著名運動員安妮－弗洛尔·马克瑟。（安妮－弗洛尔·马克瑟擁有法國、瑞士、列支敦士登三個國籍，以法國－瑞士國籍比賽。）
在前往距離首都布宜諾斯艾利斯1,170（730英里）遠的卡斯特利鎮前，節目已於2月下旬時，先在阿根廷最南端的乌斯怀亚進行了一部份的拍攝工作。事發前西尔万·维尔托德已在競賽中被淘汰出局，返回巴黎。

## 事故

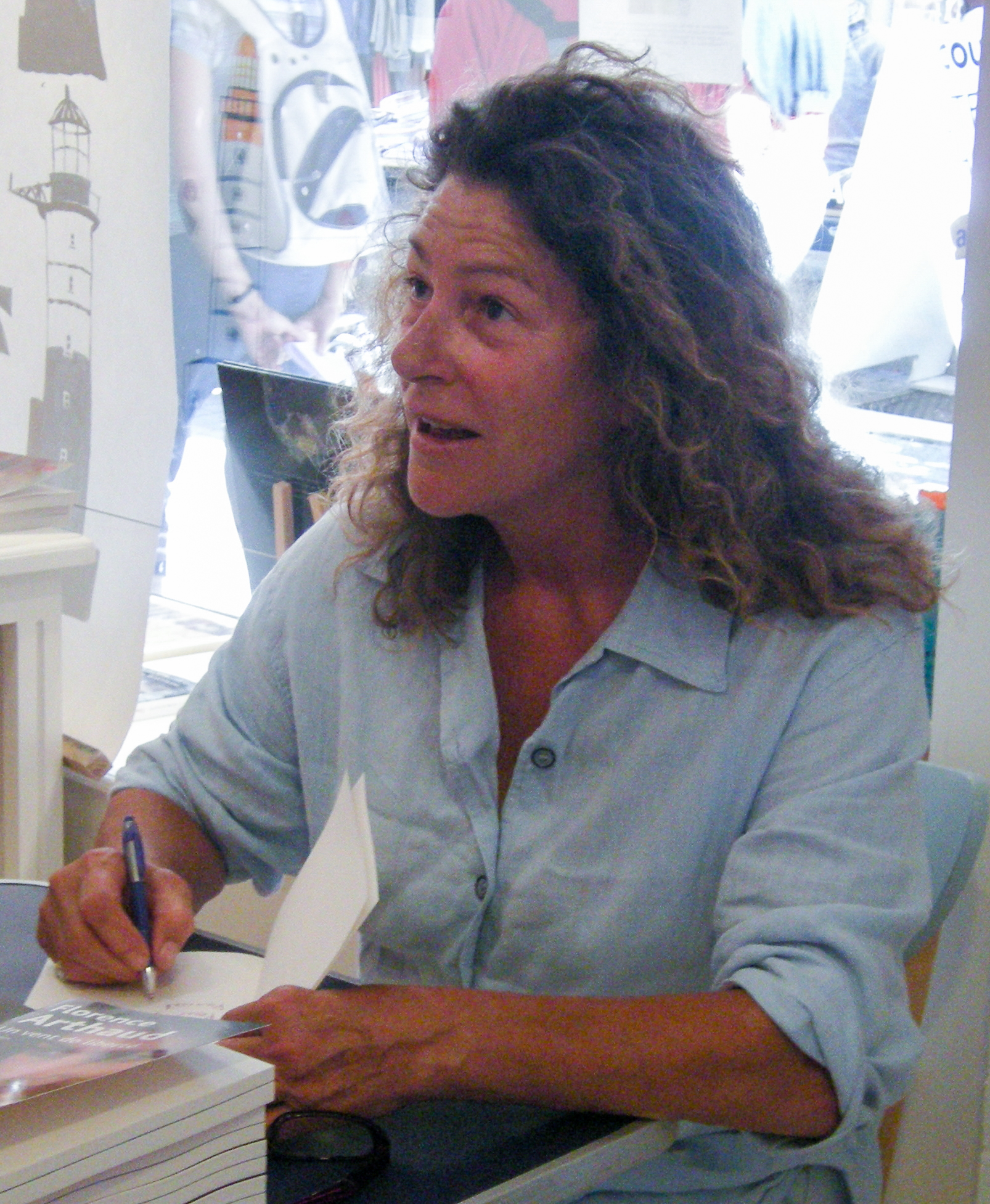
弗洛倫斯·阿爾托
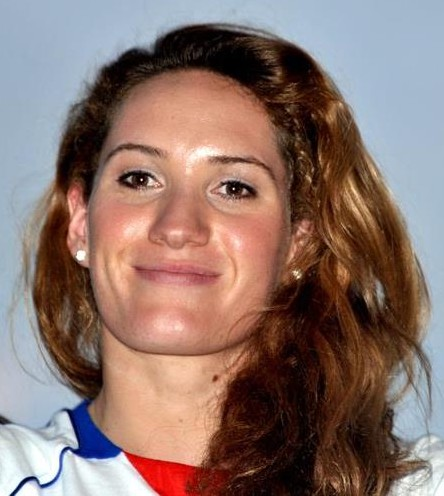
卡米耶·米法
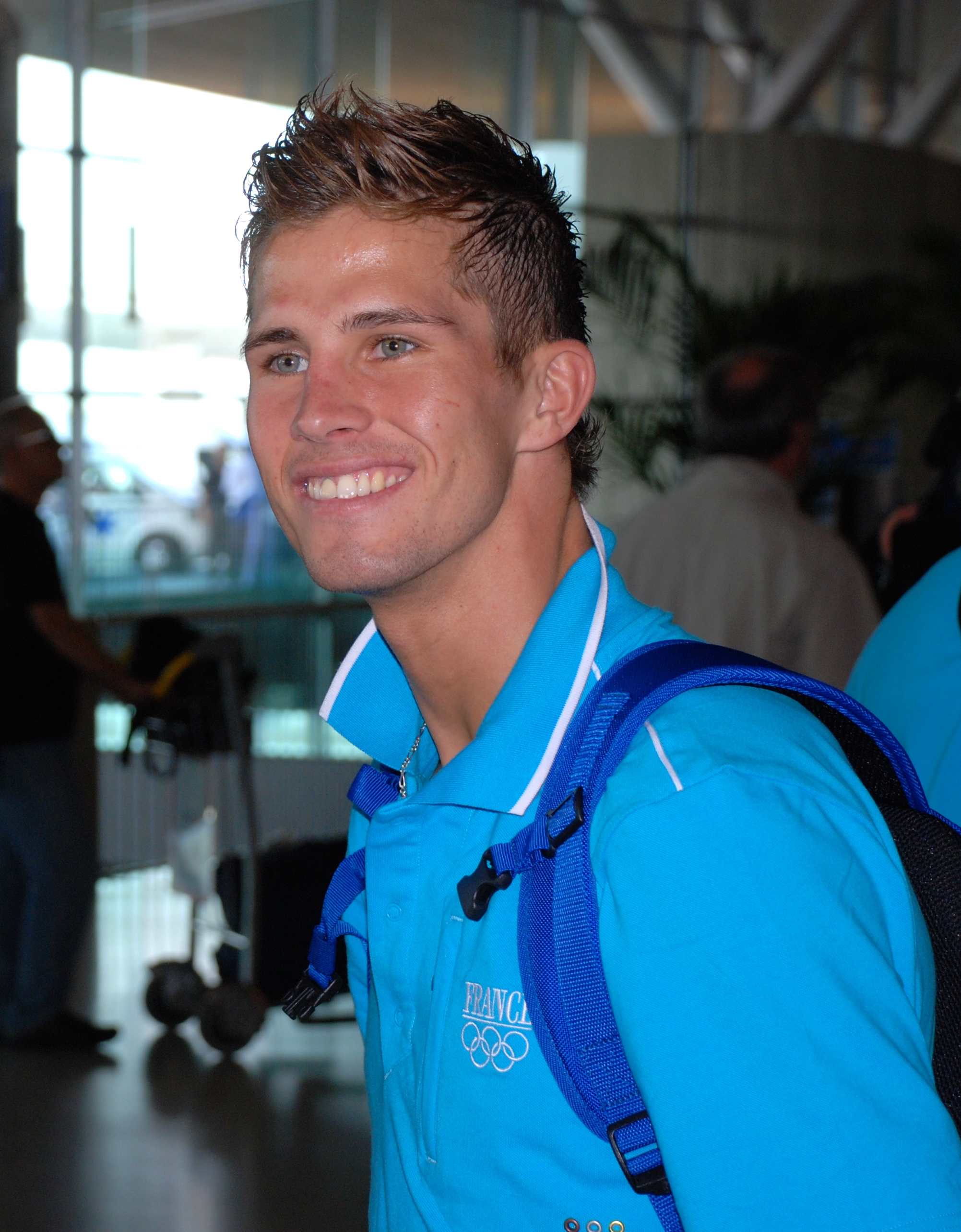
亞歷克西·瓦斯蒂納

兩架直升機各有4名乘客。起飛後的幾秒鐘，兩架直升機就在距離地面100（330英尺）的高度空中相撞。事故發生在當地時間17時15分（UTC20時15分）左右。兩架直升機上的10人全數於事故中死亡，死者包括有弗洛倫斯·阿爾托、卡米耶·米法，以及亞歷克西·瓦斯蒂納此三位參賽的法國運動員；其餘死者為兩名阿根廷籍駕駛員，和5名法國籍的電視節目製作團隊人員。根據報導，事故發生時的天氣良好；而其他參賽者當時正在附近的地面被矇上眼罩等候著。
兩名直升機師都是經驗老到，有三十年經驗，並且都是退役軍人。
遇難者名單如下：
- Juan Carlos Castillo (50)，機師，退役中校，曾在福克蘭戰爭中服役。
- César Roberto Abate (58)，機師，退役上尉，飛行員教練。
- Brice Gilbert (32)，攝影師。
- Laurent Sbasnik (40)，導演。
- Lucie Mei-Dalby，記者。
- Volodia Guinard (36)，項目經理。
- Edouard Gilles (61)，收音師。
- 弗洛倫斯·阿爾托 (57)，參賽者，帆船運動員。
- 卡米耶·米法 (25)，參賽者，游泳運動員，奧運金牌得主。
- 亞歷克西·瓦斯蒂納 (28)，參賽者，拳擊運動員，奧運銅牌得主。